# The World In a Seashell
The World in a Sea Shell' — третий студийный альбом группы Strawberry Alarm Clock, издан в 1968 году.

## Об альбоме
После провала альбома Wake Up...It's Tomorrow лейбл сам взялся за запись нового альбома. Первая сторона пластинки забита инструментальной музыкой, в авторстве которой были записаны Джон Картер и Тим Гилберт, Кэрол Кинг и Тони Стерн и Боб Стоун. Аранжировкой занимался некий Джордж Типтон. Сингл с песней «Barefoot in Baltimore» вышел в августе 1968 года, «Sea Shell» — в октябре. «Barefoot in Baltimore» поднялся до 67 строчки в хит-параде Billboard Hot 100, но, в целом, альбом продавался ещё хуже предыдущего.

## Список композиций
Сторона A
1. «Sea Shell» (Картер/Гилберт) — 3:02
2. «Blues for a Young Girl Gone» (Кинг/Стерн) — 2:31
3. «An Angry Young Man» (Стоун) — 2:29
4. «Million Smiles Away» (Фриман/Кинг) — 2:35
5. «Home Sweet Home» (Картер/Гилберт) — 2:40
6. «Lady of the Lake» (Кинг/Стерн) — 3:00

Сторона B
1. «Barefoot in Baltimore» (Фриман/Кинг/Вейц) — 2:22
2. «Wooden Woman» (Фриман) — 2:07
3. «Heated Love» (Баннелл/Сеол) — 1:58
4. «Love Me Again» (Фриман/Кинг) — 3:30
5. «Eulogy» (Фриман/Баннелл/Сеол) — 1:50
6. «Shallow Impressions» (Вейц) — 3:22

## Участники записи
- Ли Фриман — гитара, вокал, ситар;
- Эд Кинг — гитара;
- Марк Вейц — клавишные;
- Джордж Баннелл — бас-гитара;
- Рэнди Сеол — ударные, перкуссия, вокал;
- Фрэнк Слей — продюсер;
- Джордж Типтон — аранжировка.